# Doris Günther (Unternehmerin)
Doris Günther (geb. Doris Birke; * 4. März 1919 in Leipzig; † 19. Dezember 2009 ebenda) war eine deutsche Unternehmerin und Mäzenin.

## Leben und Wirken
Doris Günther übernahm 1967 nach dem Tod ihres Ehemannes Herbert Günther (1906–1967) die Leitung des Druckerei-Unternehmens, das 1907 von ihrem Schwiegervater Richard Günther (1879–1958) mit Johannes Willy Kirstein und Reinhold Wendler in Stötteritz als „Buch- und Kunstdruckerei Günther, Kirstein, Wendler“ (auch „Offizin von Günther, Kirstein und Wendler, Leipzig“) gegründet wurde. 1972 wurde das mittelständische Unternehmen in der DDR verstaatlicht; Doris Günther blieb Direktorin des in „Messedruck Leipzig“ umbenannten Volkseigenen Betriebes. Als dieser in den VOB Zentrag eingegliedert werden sollte, verließ Doris Günther im März 1981 den Betrieb. Sie begann bei der Evangelischen Haupt-Bibelgesellschaft zu arbeiten und wurde später die Leiterin der Leipziger Außenstelle.
Nach der Wende stellte Doris Günther im Februar 1990 einen Antrag auf Rückübertragung des Betriebes. Dieser wurde befürwortet und sie gründete 1991 mit Axel Schöpa die „Messedruck Leipzig GmbH“. Das Unternehmen fertigte Druckerzeugnisse aller Art.
2002 beendete Doris Günther ihre Tätigkeit als Unternehmerin. Der Messedruck Leipzig fusionierte mit dem Unternehmen Jütte Druck zu „Jütte-Messedruck Leipzig“ 2007 wurde Jütte-Messedruck Leipzig wieder zu Messedruck Leipzig umfirmiert. 2013 wurde dieses Unternehmen geschlossen.

Familiengrabstätte Günther

Doris Günther war neben ihrer unternehmerischen Tätigkeit vielfältig gesellschaftlich engagiert. 1994 war sie Mitbegründerin der Gesellschaft Harmonie Leipzig. 1999 wurde sie erstes Ehrenmitglied des „Förderkreises Thomanerchor Leipzig“. 2010 wurde sie postum zur Chordame der „Stiftung Chorherren zu St. Thomae“ in Leipzig ernannt. Sie war Ehrenmitglied des „Freundeskreises Grassi Museum für Angewandte Kunst“.
2001 gründete sie die „Doris-Günther-Stiftung“. Zweck der Stiftung ist „die Förderung besonders förderungswürdiger kultureller Zwecke, der Jugendhilfe, des öffentlichen Gesundheitswesens und mildtätiger Zwecke […] Die geförderten Einrichtungen und Maßnahmen sollen einen räumlichen, sachlichen und personalen Bezug zu Leipzig oder dem Umland haben.“
Doris Günther verstarb am 19. Dezember 2009. Sie wurde auf dem Südfriedhof Leipzig beerdigt.

## Auszeichnungen
- 1997: Bundesverdienstkreuz als „älteste Jungunternehmerin Sachsens“[4]
- 2002: Sächsischer Verdienstorden[12]

## Schriften
- Hausschrift der Messedruck Leipzig GmbH. Messedruck Leipzig, Leipzig 1994.
- Hier gehör ich hin. Erinnerungen einer Leipziger Unternehmerin. In Zusammenarbeit mit Katrin Löffler. Doris-Günther-Stiftung, Leipzig 2006.